# Rhôny
Der Rhôny (im Unterlauf auch Rhony geschrieben) ist ein Fluss in Frankreich, der im Département Gard in der Region Okzitanien verläuft. Er entspringt nach den offiziellen Angaben der französischen Gewässerdatenbank sandre.fr im Gemeindegebiet von Langlade, nahe der Grenze zur Nachbargemeinde Caveirac. Andere Datenquellen sehen seinen Ursprung nördlich von Caveirac. Der Fluss entwässert generell Richtung Südwest bis Süd und mündet nach rund 21 Kilometern am südöstlichen Ortsrand von Le Cailar als rechter Nebenfluss in den Vistre.

## Hydrologie
Bei Codognan trifft der Rhôny auf den Bewässerungskanal Canal d’Irrigation du Bas-Rhône Languedoc (auch Canal Philippe Lamour genannt), Gewässerkennzahl: “----1502”, an den er einen Teil seiner Wasserführung abgibt und auf diesem Weg auch zur Rhône entwässert.

## Orte am Fluss
- Langlade
- Calvisson
- Vergèze
- Codognan
- Aimargues
- Le Cailar